# Pływanie na Letnich Igrzyskach Olimpijskich 2008 – 4 × 100 m stylem dowolnym mężczyzn
4 x 100 m stylem dowolnym mężczyzn – jedna z konkurencji pływackich, które odbyły się podczas XXIX Igrzysk Olimpijskich. Eliminacje miały miejsce 10 sierpnia, a finał konkurencji 11 sierpnia. Wszystkie etapy konkurencji przeprowadzone zostały na Pływalni Olimpijskiej w Pekinie.
Mistrzami olimpijskimi po dwunastoletniej przerwie zostali Amerykanie, poprawiając w finale swój rekord świata ustanowiony w eliminacjach o 3,99 s i uzyskując czas 3:08,24. Po trzeciej zmianie przegrywali oni z Francuzami o 0,59 s. Stratę udało się jednak odrobić Jasonowi Lezakowi, którego międzyczas wyniósł 46,06 i był o 0,67 s lepszy od międzyczasu płynącego na ostatniej zmianie Alain'a Bernarda. Tym samym Stany Zjednoczone wyprzedziły o 0,08 s reprezentację Francji, która z rekordem Europy (3:08,32) zdobyła srebro. Brązowy medal wywalczyli Australijczycy, poprawiając rekord Australii i Oceanii (3:09,91). Płynący w sztafecie australijskiej Eamon Sullivan na pierwszej zmianie pobił rekord świata na dystansie 100 m stylem dowolnym, kiedy uzyskał czas 47,24. Podczas finału poprawiono rekord świata (Stany Zjednoczone), trzy rekordy kontynentalne (Francja, Australia i Południowa Afryka) i rekordy kraju (Włochy, Szwecja, Kanada i Wielka Brytania).
Dzień wcześniej, w trakcie eliminacji reprezentacja Stanów Zjednoczonych ustanowiła rekord świata (3:12,23), a Francuz Amaury Leveaux poprawił rekord olimpijski (47,76) dla konkurencji 100 m stylem dowolnym.

## Terminarz
Wszystkie godziny podane są w czasie chińskim (UTC+08:00) oraz polskim (CEST).
| Data             | Godzina rozpoczęcia | Godzina rozpoczęcia |            |
| Data             | UTC+08:00           | CEST                |            |
| ---------------- | ------------------- | ------------------- | ---------- |
| 10 sierpnia 2008 | 20:47               | 14:47               | Eliminacje |
| 11 sierpnia 2008 | 11:26               | 05:26               | Finał      |

## Rekordy
Przed zawodami rekord świata i rekord olimpijski wyglądały następująco:
| Rekord            | Reprezentacja | Czas    | Miejsce  | Data             |
| ----------------- | --- | ------- | -------- | ---------------- |
| Rekord świata     | Stany Zjednoczone · Michael Phelps (48,83) · Neil Walker (47,89) · Cullen Jones (47,96) · Jason Lezak (47,78)             | 3:12,46 | Victoria | 19 sierpnia 2006 |
| Rekord olimpijski | Południowa Afryka · Roland Mark Schoeman (48,17) · Lyndon Ferns (48,13) · Darian Townsend (48,96) · Ryk Neethling (47,91) | 3:13,17 | Ateny    | 15 sierpnia 2004 |

W trakcie zawodów ustanowiono następujące rekordy:
| Data        | Etap konkurencji | Reprezentacja | Czas    | Rekord |
| ----------- | ---------------- | --- | ------- | ------ |
| 10 sierpnia | eliminacje       | Stany Zjednoczone · Nathan Adrian (48,82) · Cullen Jones (47,61) · Ben Wildman-Tobriner (48,03) · Matt Grevers (47,77) | 3:12,23 | ,      |
| 11 sierpnia | finał            | Stany Zjednoczone · Michael Phelps (47,51) · Garrett Weber-Gale (47,02) · Cullen Jones (47,65) · Jason Lezak (46,06)   | 3:08,24 | ,      |

- W eliminacjach tej konkurencji Amaury Leveaux ustanowił nowy rekord olimpijski (47,76) na dystansie 100 m stylem dowolnym, a w finale rekord świata pobił Eamon Sullivan (47,24).

## Wyniki

### Eliminacje
| Miejsce | Wyścig | Tor | Państwo           | Zawodnik                                                                                                 | Czas      | Uwagi |
| ------- | ------ | --- | ----------------- | --- | --------- | ----- |
| 1.      | 1      | 4   | Stany Zjednoczone | Nathan Adrian (48,82) Cullen Jones (47,61) Ben Wildman-Tobriner (48,03) Matt Grevers (47,77)             | 3:12,23   | Q, ,  |
| 2.      | 2      | 4   | Francja           | Amaury Leveaux (47,76) Grégory Mallet (48,14) Boris Steimetz (49,83) Frédérick Bousquet (46,63)          | 3:12,36   | Q,    |
| 3.      | 1      | 5   | Australia         | Andrew Lauterstein (48,68) Leith Brodie (48,42) Patrick Murphy (48,09) Matt Targett (47,22)              | 3:12,41   | Q,    |
| 4.      | 2      | 5   | Włochy            | Alessandro Calvi (48,58) Christian Galenda (47,67) Michele Santucci (49,56) Filippo Magnini (46,84)      | 3:12,65   | Q     |
| 5.      | 1      | 3   | Szwecja           | Stefan Nystrand (48,31) Petter Stymne (48,41) Lars Frölander (48,35) Jonas Persson (47,66)               | 3:12,73   | Q     |
| 6.      | 2      | 3   | Południowa Afryka | Lyndon Ferns (48,20) Roland Mark Schoeman (48,85) Ryk Neethling (48,51) Darian Townsend (47,50)          | 3:13,06   | Q,    |
| 7.      | 1      | 2   | Kanada            | Brent Hayden (48,28) Joel Greenshields (48,06) Rick Say (49,11) Colin Russell (48,23)                    | 3:13,68   | Q     |
| 8.      | 2      | 1   | Wielka Brytania   | Simon Burnett (48,20) · Adam Brown (48,43) · Ben Hockin (48,55) · Ross Davenport (48,51)                 | 3:13,69   | Q,    |
| 9.      | 2      | 6   | Rosja             | Jewgienij Łagunow (48,45) Andriej Grieczin (48,08) Andriej Kaprałow (49,07) Siergiej Fiesikow (48,47)    | 3:14,07   |       |
| 10.     | 1      | 6   | Holandia          | Mitja Zastrow (49,40) Pieter van den Hoogenband (47,17) Bas van Velthoven (49,08) Robert Lijesen (49,25) | 3:14,90   |       |
| 11.     | 1      | 7   | Nowa Zelandia     | Mark Herring (49,73) Cameron Gibson (48,07) Willy Benson (48,65) Orinoco Faamausili-Banse (48,96)        | 3:15,41   |       |
| 12.     | 2      | 7   | Chiny             | Chen Zuo (49,16) Huang Shaohua (48,83) Lü Zhiwu (48,72) Cai Li (49,45)                                   | 3:16,16   | AS    |
| 13.     | 2      | 8   | Szwajcaria        | Dominik Meichtry (48,96) Karel Novy (48,60) Flori Lang (49,34) Adrien Perez (49,90)                      | 3:16,80   |       |
| 14.     | 1      | 8   | Japonia           | Takurō Fujii (49,15) Hisayoshi Satō (48,92) Masayuki Kishida (50,00) Yoshihiro Okumura (49,21)           | 3:17,28   |       |
| 15.     | 1      | 1   | Niemcy            | Steffen Deibler (49,61) Jens Schreiber (49,58) Benjamin Starke (49,65) Paul Biedermann (49,15)           | 3:17,99   |       |
| 16. !   | 2      | 2   | Brazylia          | César Cielo (47,91) · Rodrigo Castro (49,23) · Fernando Silva (49,53) · Nicolas Oliveira                 | 9:99,99 ! | DSQ   |

### Finał
| Miejsce | Tor | Państwo           | Zawodnik                                                                                         | Czas    | Strata | Uwagi |
| ------- | --- | ----------------- | ------------------------------------------------------------------------------------------------ | ------- | ------ | ----- |
| 1. !    | 4   | Stany Zjednoczone | Michael Phelps (47,51) · Garrett Weber-Gale (47,02) · Cullen Jones (47,65) · Jason Lezak (46,06) | 3:08,24 |        | ,     |
| 2. !    | 5   | Francja           | Amaury Leveaux (47,91) Fabien Gilot (47,05) Frédérick Bousquet (46,63) Alain Bernard (46,73)     | 3:08,32 | 0,08   | ER    |
| 3. !    | 3   | Australia         | Eamon Sullivan (47,24) Andrew Lauterstein (47,87) Ashley Callus (47,55) Matt Targett (47,25)     | 3:09,91 | 1,67   | OC    |
| 4.      | 6   | Włochy            | Alessandro Calvi (48,49) Christian Galenda (47,49) Marco Belotti (48,23) Filippo Magnini (47,27) | 3:11,48 | 3,24   | NR    |
| 5.      | 2   | Szwecja           | Petter Stymne (49,17) Lars Frölander (48,02) Stefan Nystrand (47,25) Jonas Persson (47,48)       | 3:11,92 | 3,68   | NR    |
| 6.      | 1   | Kanada            | Brent Hayden (47,56) · Joel Greenshields (47,77) · Colin Russell (48,49) · Rick Say (48,44)      | 3:12,26 | 4,02   | NR    |
| 7.      | 7   | Południowa Afryka | Lyndon Ferns (48,15) Darian Townsend (48,11) Roland Mark Schoeman (48,32) Ryk Neethling (48,08)  | 3:12,66 | 4,42   | AF    |
| 8.      | 8   | Wielka Brytania   | Simon Burnett (48,34) Adam Brown (47,75) Ben Hockin (48,50) Ross Davenport (48,28)               | 3:12,87 | 4,63   | NR    |